# Étrigny
Cet article possède un paronyme, voir Étigny.
Étrigny est une commune française située dans le département de Saône-et-Loire, en région Bourgogne-Franche-Comté.

## Géographie
Le village est constitué du bourg et de plusieurs hameaux, ainsi que de nombreux écarts. Les hameaux principaux sont :
- Étrigny même, le bourg ;
- Champlieu et un peu plus loin Malo, à l'ouest (ils formaient une ancienne commune jusqu'en 1971) ;
- Veneuze, à l'est. C'est le hameau le plus élevé ;
- Tallant, au nord ;
- Balleure, au sud.

Le village est proche des villes de Chalon-sur-Saône au nord, et de Mâcon, au sud. Il fait partie du canton de Sennecey-le-Grand et de la paroisse catholique de Sennecey-le-Grand.
De fait, le village, géologiquement, appartient au Mâconnais (derniers monts du Mâconnais : la Roche d'Aujoux surplombe le village). Cependant, par son histoire, le village est lié à la ville de Chalon-sur-Saône (plus proche), car elle faisait partie de l'ancien diocèse de Châlon.
De plus, elle fait partie de l'arrondissement, et de l'actuel doyenné catholique de cette ville.

### Climat
Pour des articles plus généraux, voir Climat de la Bourgogne-Franche-Comté et Climat de Saône-et-Loire.
En 2010, le climat de la commune est de type climat océanique dégradé des plaines du Centre et du Nord, selon une étude du Centre national de la recherche scientifique s'appuyant sur une série de données couvrant la période 1971-2000. En 2020, Météo-France publie une typologie des climats de la France métropolitaine dans laquelle la commune est dans une zone de transition entre le climat océanique altéré et le climat océanique altéré et est dans la région climatique Bourgogne, vallée de la Saône, caractérisée par un bon ensoleillement (1 900 h/an), un été chaud (18,5 °C), un air sec au printemps et en été et des vents faibles.
Pour la période 1971-2000, la température annuelle moyenne est de 11,2 °C, avec une amplitude thermique annuelle de 17,7 °C. Le cumul annuel moyen de précipitations est de 950 mm, avec 10,8 jours de précipitations en janvier et 8 jours en juillet. Pour la période 1991-2020, la température moyenne annuelle observée sur la station météorologique de Météo-France la plus proche, « Romenay », sur la commune de Romenay à 22 km à vol d'oiseau, est de 11,8 °C et le cumul annuel moyen de précipitations est de 983,9 mm. 
La température maximale relevée sur cette station est de 40,7 °C, atteinte le 12 août 2003 ; la température minimale est de −19,5 °C, atteinte le 17 janvier 1985,,.
Les paramètres climatiques de la commune ont été estimés pour le milieu du siècle (2041-2070) selon différents scénarios d'émission de gaz à effet de serre à partir des nouvelles projections climatiques de référence DRIAS-2020. Ils sont consultables sur un site dédié publié par Météo-France en novembre 2022.

## Urbanisme

### Typologie
Au 1er janvier 2024, Étrigny est catégorisée commune rurale à habitat dispersé, selon la nouvelle grille communale de densité à sept niveaux définie par l'Insee en 2022.
Elle est située hors unité urbaine et hors attraction des villes,.

### Occupation des sols
L'occupation des sols de la commune, telle qu'elle ressort de la base de données européenne d’occupation biophysique des sols Corine Land Cover (CLC), est marquée par l'importance des territoires agricoles (64,7 % en 2018), en diminution par rapport à 1990 (67,1 %). La répartition détaillée en 2018 est la suivante : forêts (35,3 %), prairies (27 %), terres arables (23,9 %), zones agricoles hétérogènes (13,8 %). L'évolution de l’occupation des sols de la commune et de ses infrastructures peut être observée sur les différentes représentations cartographiques du territoire : la carte de Cassini (XVIIIe siècle), la carte d'état-major (1820-1866) et les cartes ou photos aériennes de l'IGN pour la période actuelle (1950 à aujourd'hui).

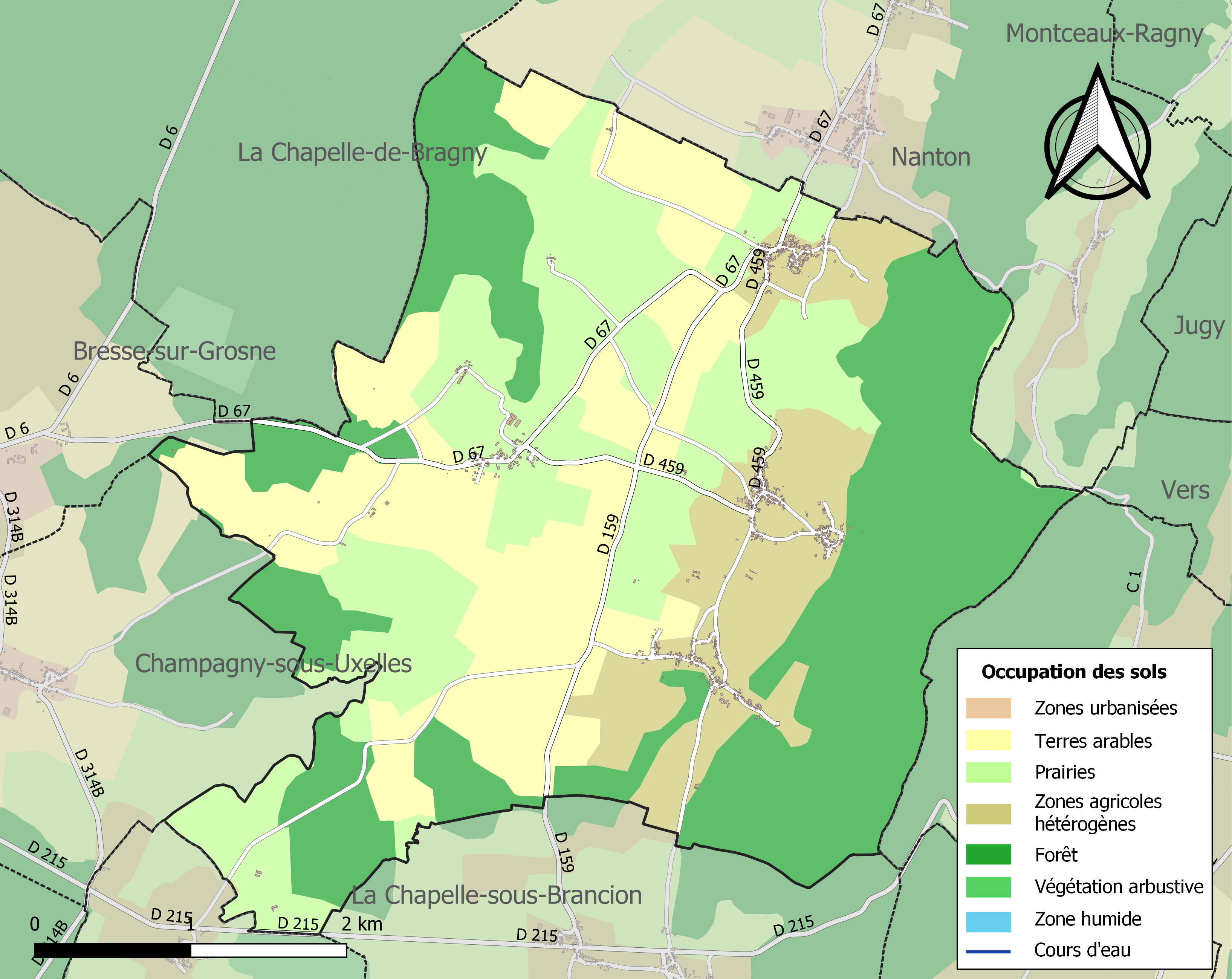
Carte des infrastructures et de l'occupation des sols de la commune en 2018 (CLC).

## Histoire
Une tombe alaine, du peuple des Alains, du Ve siècle, a été retrouvée à Balleure.
Famille noble originaire de Franche-Comté, la maison de Saint-Julien posséda à partir du XVe siècle le château de Balleure, propriété qu'elle conserva jusqu'au début du XVIIe siècle. L'un des plus célèbres représentants de cette maison noble fut Pierre de Saint-Julien de Balleure (1519-1593), célèbre historien bourguignon. La maison de Saint-Julien avait pour armes : « De gueules, à trois jumelles d'argent. ».
En 1771 fut inaugurée la nouvelle église d'Étrigny, car l'ancienne devenait trop petite et vétuste.
Le curé d'Étrigny (Philibert Genetet) fut élu en 1789 aux États généraux par le clergé du Chalonnais. Il est membre de la première Assemblée constituante.
Étrigny fut chef-lieu de canton de 1790 à 1802.
À Balleure et Tallant ont longtemps fonctionné des écoles de hameau (écoles construites en 1832).
Champlieu est rattachée par fusion simple à Étrigny le 1er février 1971.

## Politique et administration

### Tendances politiques et résultats

#### Élections présidentielles
Le village d'Étrigny place en tête à l'issue du premier tour de l'élection présidentielle française de 2017, François Fillon (LR) avec 25,66 % des suffrages. Mais lors du second tour, Emmanuel Macron (LaREM) est en tête avec 67,17 %.

#### Élections législatives
Le village d'Étrigny faisant partie de la quatrième circonscription de Saône-et-Loire, place lors du 1er tour des élections législatives françaises de 2017, Cécile Untermaier (PS) avec 30,63 % ainsi que lors du second tour avec 68,95 % des suffrages.
Lors du 1er tour des élections législatives françaises de 2022, Cécile Untermaier (PS), députée sortante, arrive en tête avec 42,53 % des suffrages comme lors du second tour, avec cette fois-ci, 73,87 % des suffrages.

#### Élections régionales
Le village d'Étrigny place la liste « Notre Région Par Cœur » menée par Marie-Guite Dufay, présidente sortante (PS) en tête, dès le 1er tour des Élections régionales de 2021 en Bourgogne-Franche-Comté, avec 33,12 % des suffrages. Lors du second tour, les habitants décideront de placer de nouveau la liste de « Notre Région Par Cœur » menée par Marie-Guite Dufay, présidente sortante (PS) en tête, avec cette fois-ci, près de 58,49 % des suffrages. Loin devant les autres listes menées par Gilles Platret (LR) en seconde position avec 24.53 %, Julien Odoul (RN), troisième avec 13,21 % et en dernière position celle de Denis Thuriot (LaREM) avec 3,77 %. Il est important de souligner une abstention record lors de ces élections qui n'ont pas épargné Le village d'Étrigny avec lors du premier tour 56,23 % d'abstention et au second, 55,12 %.

#### Élections départementales
Le village d'Étrigny faisant partie du canton de Tournus place le binôme de Jean-Claude Becousse (DVD) et Colette Beltjens (DVD), en tête, dès le 1er tour des élections départementales de 2021 en Saône-et-Loire avec 45,58 % des suffrages. Lors du second tour, les habitants décideront de placer de nouveau le binôme de Jean-Claude Becousse (DVD) et Colette Beltjens (DVD), en tête, avec cette fois-ci, près de 52,98 % des suffrages. Devant l'autre binôme menée par Delphine Dugué (DVG) et Mickaël Maniez (DVG) qui obtient 47,02 %. Il est important de souligner une abstention record lors de ces élections qui n'ont pas épargné le village d'Etrigny avec lors du premier tour 57,06 % d'abstention et au second, 55,12 %.

### Liste des maires d'Étrigny

Blason de la maison de Saint-Julien.

| Période                                  | Période  | Identité            | Étiquette | Qualité     |
| ---------------------------------------- | -------- | ------------------- | --------- | ----------- |
| 1989                                     | 2001     | Gilbert Brethenet   |           | Agriculteur |
| mars 2001                                | en cours | Jean-Paul Guerriaud |           | Enseignant  |
| Les données manquantes sont à compléter. |          |                     |           |             |

## Démographie
L'évolution du nombre d'habitants est connue à travers les recensements de la population effectués dans la commune depuis 1793. Pour les communes de moins de 10 000 habitants, une enquête de recensement portant sur toute la population est réalisée tous les cinq ans, les populations de référence des années intermédiaires étant quant à elles estimées par interpolation ou extrapolation. Pour la commune, le premier recensement exhaustif entrant dans le cadre du nouveau dispositif a été réalisé en 2006.

En 2022, la commune comptait 481 habitants, en évolution de +2,12 % par rapport à 2016 (Saône-et-Loire : −1,06 %, France hors Mayotte : +2,11 %).
| 1793  | 1800  | 1806  | 1821  | 1831  | 1836  | 1841  | 1846  | 1851  |
| ----- | ----- | ----- | ----- | ----- | ----- | ----- | ----- | ----- |
| 1 018 | 1 136 | 1 227 | 1 284 | 1 369 | 1 375 | 1 356 | 1 294 | 1 295 |

| 1856  | 1861  | 1866  | 1872  | 1876  | 1881  | 1886  | 1891 | 1896 |
| ----- | ----- | ----- | ----- | ----- | ----- | ----- | ---- | ---- |
| 1 188 | 1 176 | 1 178 | 1 194 | 1 176 | 1 108 | 1 025 | 914  | 901  |

| 1901 | 1906 | 1911 | 1921 | 1926 | 1931 | 1936 | 1946 | 1954 |
| ---- | ---- | ---- | ---- | ---- | ---- | ---- | ---- | ---- |
| 891  | 872  | 799  | 689  | 638  | 591  | 546  | 468  | 458  |

| 1962 | 1968 | 1975 | 1982 | 1990 | 1999 | 2006 | 2011 | 2016 |
| ---- | ---- | ---- | ---- | ---- | ---- | ---- | ---- | ---- |
| 422  | 389  | 371  | 355  | 352  | 395  | 434  | 449  | 471  |

| 2021 | 2022 | - | - | - | - | - | - | - |
| ---- | ---- | - | - | - | - | - | - | - |
| 478  | 481  | - | - | - | - | - | - | - |

La population qui avait tendance à baisser ré-augmente nettement depuis les années 1990.

## Culture locale et patrimoine

### Lieux et monuments

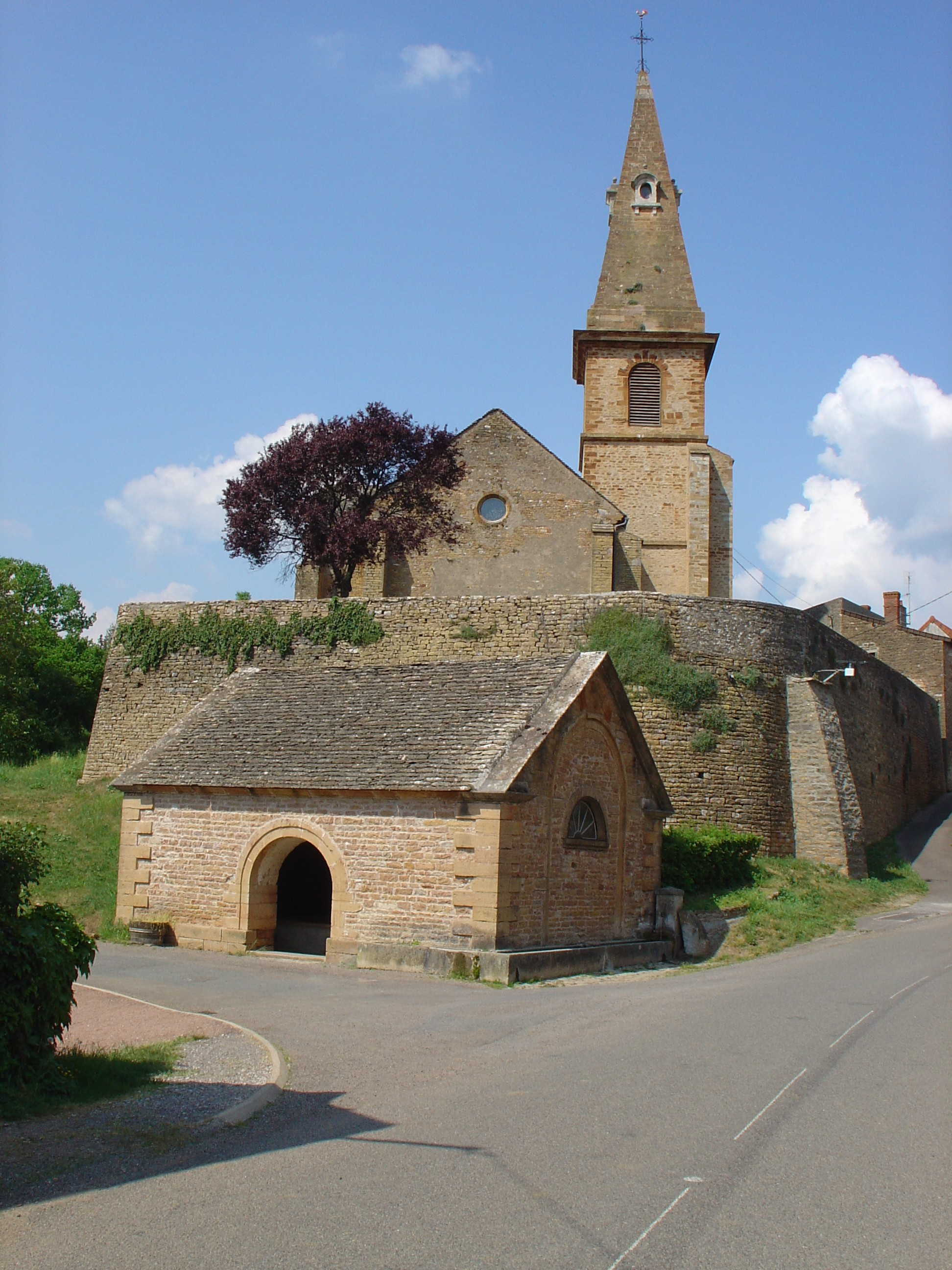
Le lavoir et l'église du bourg.

Le village est riche en constructions anciennes, que ce soit au bourg ou dans les hameaux.
Parmi les richesses patrimoniales de la commune figurent :
- L'église, qui date du XVIIIe siècle et qui est placée sous le vocable de saint Jean-Baptiste. Elle est décorée dans les goûts de Saint-Pierre de Chalon-sur-Saône et est très colorée à l'intérieur (tons rouges), et possède de nombreuses statues. Elle a été construite en remplacement de l'ancienne, qui était vétuste. Sa décoration est du style baroque tardif. Elle est inspirée de l'église Sant'Andrea della Valle de Rome (à part pour le clocher qui remplace le dôme romain). Elle possède deux grosses cloches du XIXe siècle qui sonnent les heures, les angélus, et toutes les cérémonies (glas, messe, sonnerie du baptême, etc.) ; la plus imposante, qui pèse une tonne et a été fondue en 1898 par Charles Baudouin à Marseille, se nomme Claudine-Antoinette[24]. Nouveau coq installé au sommet du clocher le 27 octobre 1991, ouvrage d'art réalisé par l'abbé Rose[25].
- Plan d'eau.
- Le château de Balleure.
- La chapelle Saint-Roch de Tallant, qui fut bénite en 1658[26] (restaurée en 1992).
- Plusieurs fontaines et lavoirs (fontaine à coupole à Balleure, fontaine de Veneuse au fronton orné d'une jarre renversée, etc.).
- Des calvaires.
- La « table ronde », rocher ainsi dénommé en raison de sa forme particulière.
- Un panorama particulièrement digne d'intérêt en haut de la roche d'Aujoux (s'y trouve une plaque commémorative de la Résistance).
- Notre-Dame des Champs (statue de la Vierge à l'Enfant située sur un promontoire rocheux et regardant les champs, entre Étrigny et Tallant).
- L'ancienne mairie (avec école maternelle).
- Plusieurs maisons bourgeoises et/ou fermes importantes.
- L'église paroissiale de Champlieu.
- Le site de la grotte de Velars, découverte et désobstruée dès 1967 par plusieurs spéléologues locaux, de dimensions modestes[27].

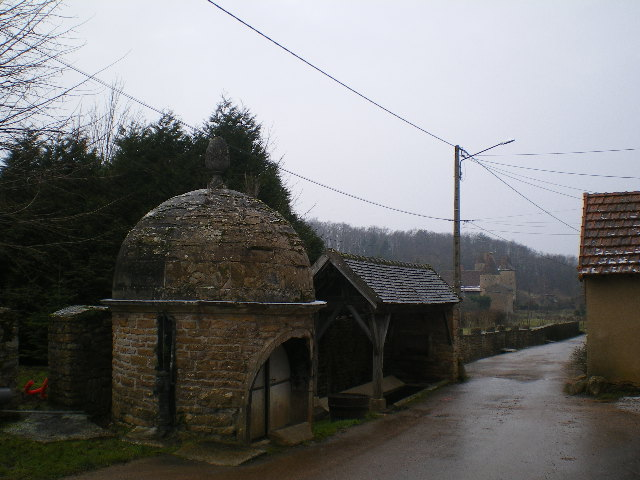
Fontaine de Balleure.
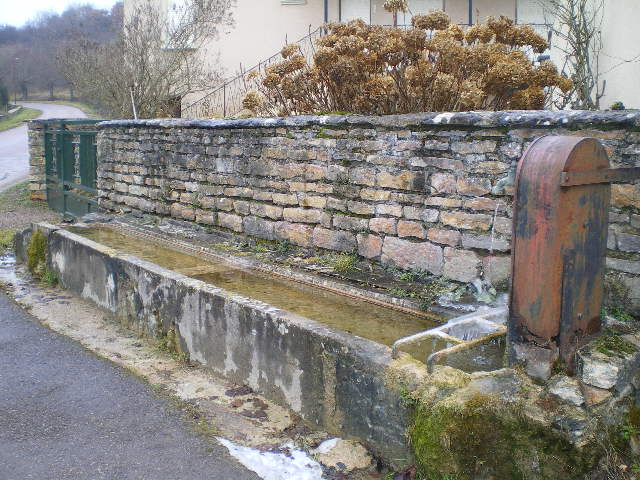
Fontaine de Balleure.
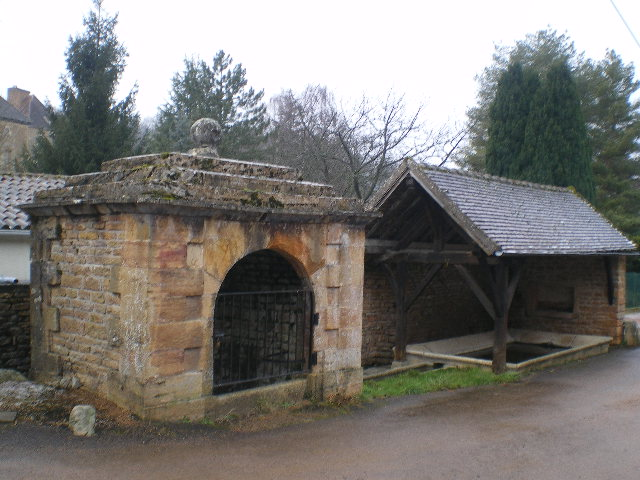
Fontaine de Balleure.
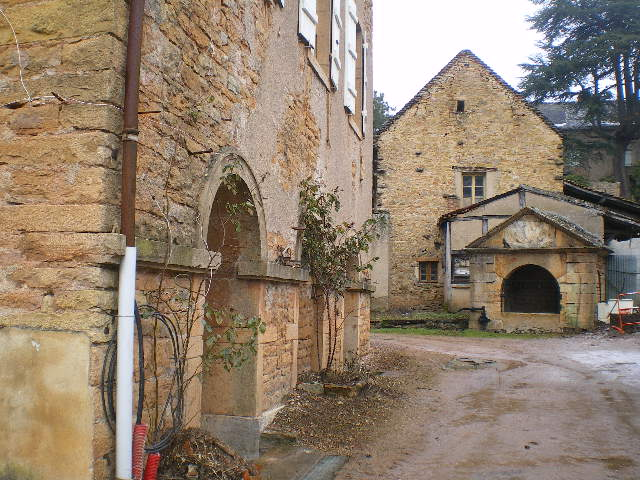
Lavoir et fontaine de Balleure.
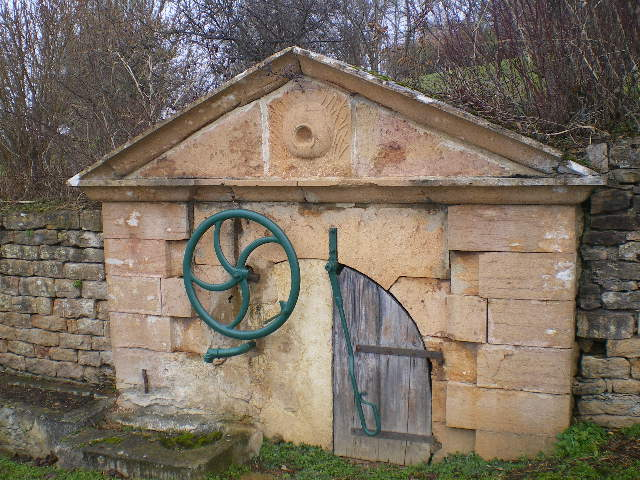
Fontaine à Veneuze.
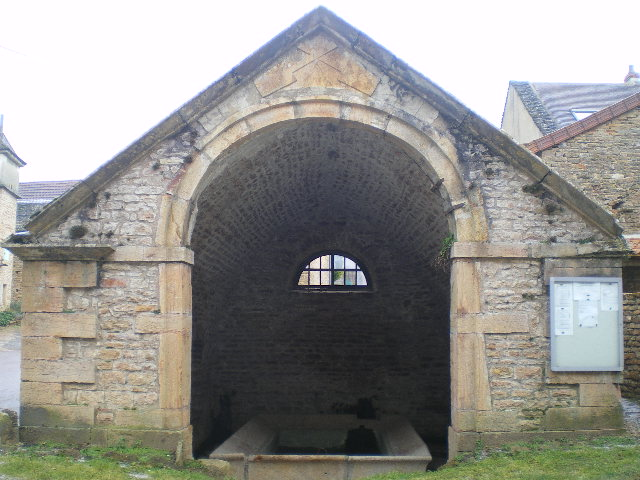
Lavoir à Veneuze.
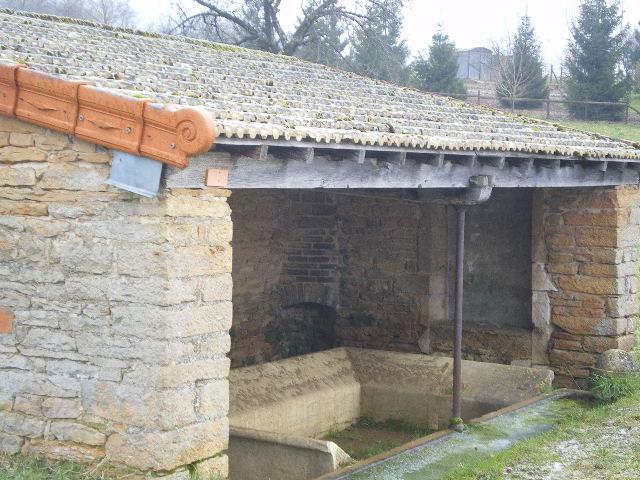
Lavoir à Étrigny.
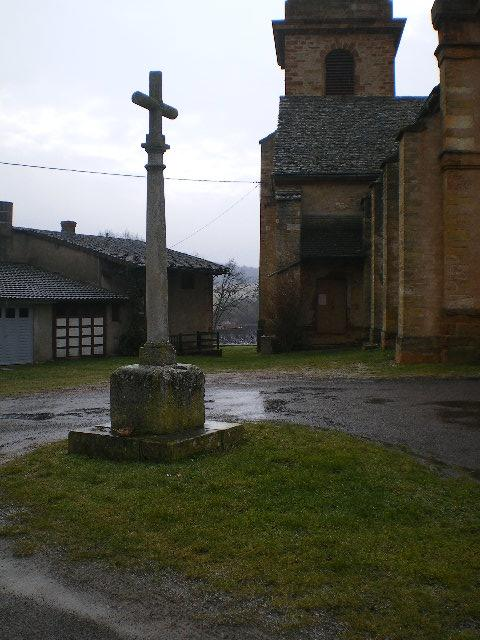
Calvaire d’Étrigny.
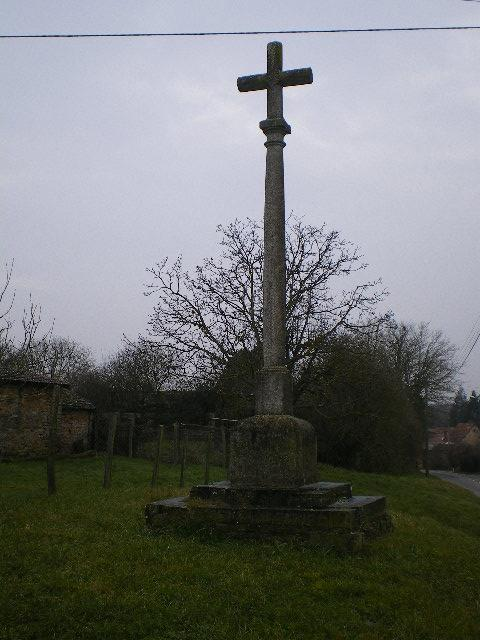
Calvaire de Champlieu.
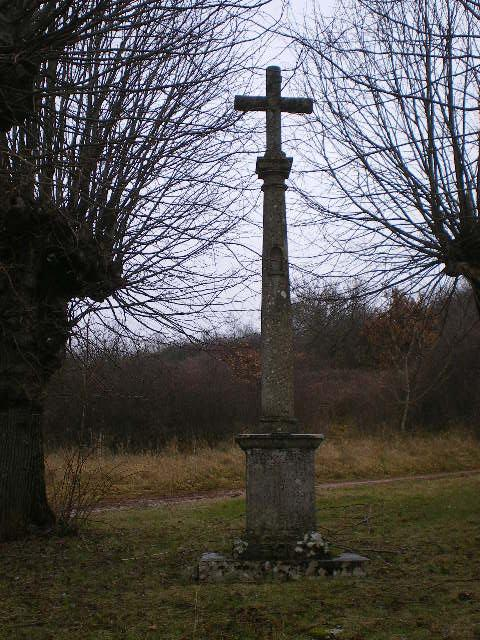
Calvaire de Balleure.
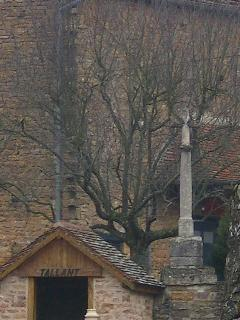
Calvaire de Tallant.
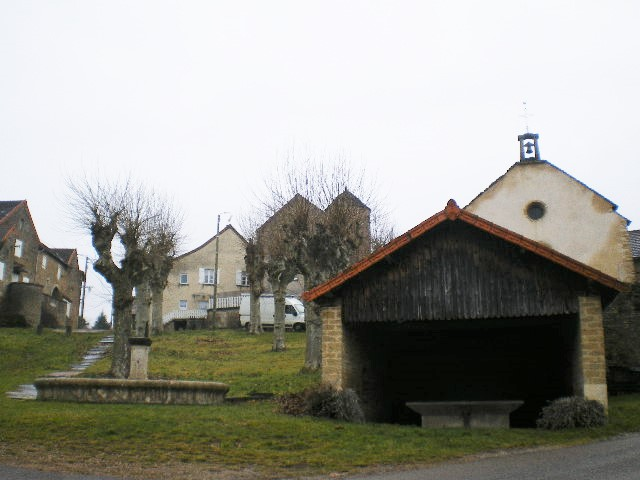
Chapelle, lavoir de Tallant.
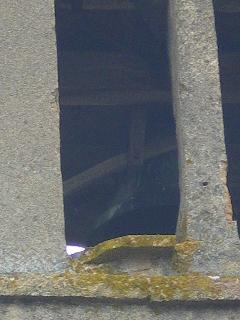
Cloche de l'église de Champlieu.
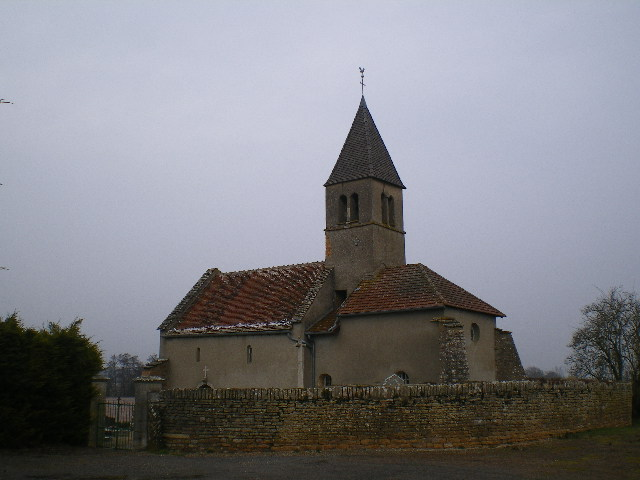
Église de Champlieu.
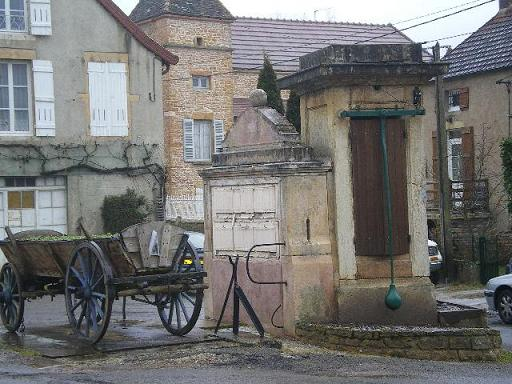
Place de la Bascule.

### Personnalités liées à la commune
- André Dussollier (né en 1946), acteur français, a habité plusieurs années à Étrigny, où son père était percepteur.
- Ivan Avoscan (1928-2012), sculpteur, habitait et travaillait à Étrigny[28].
- Pierre de Saint-Julien de Balleure (1519-1593), historien bourguignon qui naquit au château de Balleure.
- Philibert Genetet (1727-1797), prêtre né à Saint-Côme (aujourd'hui quartier de Chalon-sur-Saône), qui fut curé d'Étrigny et fut élu le 31 mars 1789 pour être député du clergé aux États-Généraux par le bailliage de Chalon.

## Pour approfondir